# Sông Lô
Der Klare Fluss, auch Lô oder Panlong (vietn. Sông Lô, frz. Rivière Claire, chin. 盘龙江,  Pánlóng Jiāng), ist ein Nebenfluss des Roten Flusses im Süden Chinas und im Norden Vietnams.
Neben dem Schwarzen Fluss ist er einer der beiden Hauptzuflüsse des Roten Flusses und der größte linksseitige, also nördliche Zufluss. Er ist ungefähr 470 Kilometer lang und hat ein Einzugsgebiet von etwa 39.000 km².

## Verlauf
Er entspringt im Kreis Yanshan des Autonomen Bezirks Wenshan in der chinesischen Provinz Yunnan; sein Hauptquellfluss ist der aufgestaute Jiayi. Von hier aus fließt der Fluss nach Süden. Er durchquert die Bezirkshauptstadt Wenshan, bevor er im Kreis Malipo durch die Malutang-Talsperre aufgestaut wird. Wenige Kilometer flussabwärts erreicht er die vietnamesische Grenze.
In Hà Giang, der nördlichsten Stadt Vietnams und Hauptort der gleichnamigen Provinz, mündet in ihn der Sông Miệm (chin. Babu). In Vĩnh Tuy (Bắc Quang) geht der Sông Con im Klaren Fluss auf, der an dieser Stelle die Provinz Tuyên Quang erreicht. Nördlich der gleichnamigen Provinzhauptstadt wächst der Klare Fluss durch die Einmündung des ähnlich wasserreichen Sông Gâm stark an.
In der folgenden Provinz Phú Thọ fließt in Đoan Hùng der Sông Chảy zu (welcher zuvor den Thác-Bà-Stausee bildet). In seinem letzten Abschnitt stellt der Klare Fluss die Grenze zur Provinz Vĩnh Phúc dar. Unmittelbar vor seinem Ende geht noch der Sông Phó Đáy in ihm auf. Der Klare Fluss mündet schließlich bei der Stadt Việt Trì in den Roten Fluss – etwa 50 Kilometer vor Hanoi und 10 Kilometer nach der Mündung des Schwarzen Flusses.

## Geschichte
Im Indochinakrieg war das Flusstal zwischen Franzosen und Việt Minh heftig umkämpft. Die Franzosen gingen zweimal (Operation Léa im Oktober 1947, Opération Lorraine Ende 1952) mit Landtruppen, Luftunterstützung und Dinassaut-Flusskampfverbänden kombiniert gegen die Logistiknetzwerke der Việt Minh entlang des Flusses vor, konnten aber die Strukturen der Guerilla nicht zerschlagen. Die Abwehr des ersten Angriffs 1947 wurde vom Komponisten Văn Cao im populären Lied Trường ca Sông Lô („Epos des Lô-Flusses“) glorifiziert.
Weitere Kampfhandlungen – diesmal am Oberlauf des Flusses – fanden 1979 während des Chinesisch-Vietnamesischen Grenzkrieges statt.